# Tapinanthus praetexta
Tapinanthus praetexta är en tvåhjärtbladig växtart som beskrevs av R.M. Polhill & D. Wiens. Tapinanthus praetexta ingår i släktet Tapinanthus och familjen Loranthaceae. Inga underarter finns listade i Catalogue of Life.